# エルス・カレンズ
エルス・カレンズ（Els Callens, 1970年8月20日 - ）は、ベルギー・アントウェルペン出身の元女子プロテニス選手。2000年のシドニー五輪女子ダブルスで、ドミニク・ファン・ルーストとペアを組んで銅メダルを獲得した選手である。自己最高ランキングはシングルス43位、ダブルス12位。WTAツアーでシングルスの優勝はなかったが、ダブルスで10勝を挙げた。4大大会でも、シングルスは3回戦止まりの成績だったが、2000年全米オープンの女子ダブルスでベスト4進出がある。

## 来歴
1990年にプロ入り。カレンズは長い間、女子プロテニス界では地味な存在の選手だった。1991年ウィンブルドンで予選を勝ち上がり、本戦2回戦に進出したが、その次の4大大会シングルス本戦出場は1995年の全豪オープンである。1997年と1998年の2年連続で、カレンズはウィンブルドンの女子ダブルス準々決勝に進出する。1997年はジンジャー・ニールセン（アメリカ）とペアを組み、1998年はジュリー・アラール＝デキュジスと組んだ。全仏オープンの女子ダブルスでは、1999年にリタ・グランデと組んでベスト8に入ったが、準々決勝でビーナスとセリーナのウィリアムズ姉妹組に敗れている。
エルス・カレンズは2000年、30歳にして世界的な知名度を得た。この年、彼女はドミニク・ファン・ルーストとのペアで全米オープンの女子ダブルス準決勝に進出し、続いて行われたシドニー五輪で女子ダブルスの銅メダルを獲得した。全米オープンの準決勝では、カレンズとファン・ルーストは杉山愛&ジュリー・アラール＝デキュジス組に 5-7, 1-6 で敗れている。シドニー五輪では、2人は準決勝でウィリアムズ姉妹組に 4-6, 1-6 で敗れた後、準決勝敗退の2組による「銅メダル決定戦」でベラルーシ代表のナターシャ・ズベレワ&オリガ・バラバンシコワ組を 4-6, 6-4, 6-1 の逆転で破り、ベルギー代表の2人が銅メダルの表彰台に立った。これはベルギーの選手がオリンピックのテニス競技で獲得した最初のメダルである。
この偉業達成の後、カレンズは女子ツアーのダブルスで6つのタイトルを加えた。2000年までに獲得した彼女のダブルス・タイトルは4つであったが、それを上回るペースになる。一緒に優勝したダブルス・パートナーの中には、2002年6月にイギリス・バーミンガム大会で組んだ浅越しのぶもいた。2002年は日本の「東レ パン・パシフィック・オープン・テニストーナメント」のダブルスで、ロベルタ・ビンチ（イタリア）とペアを組んだ準優勝もある。最後はジンバブエのカーラ・ブラックとペアを組み、故郷の大会であるベルギー・アントウェルペンの「プロクシムス・ダイヤモンド・ゲームス」でダブルス2連覇を達成した。
遅咲きのダブルス選手であったエルス・カレンズは、2005年10月のベルギー・ハッセルト大会を最後に35歳で現役を引退した。最後の大会では、カレンズは後輩選手のキム・クライシュテルスとペアを組み、準決勝でミハエラ・クライチェク（オランダ）&アグネシュ・サバイ（ハンガリー）組に 6-7, 6-4, 5-7 で敗れている。カレンズは女子テニス国別対抗戦・フェドカップでも、1994年から現役引退する2005年までベルギー代表選手を務め、ダブルスで「17勝6敗」のチーム最多記録を残した。
カレンズは引退から6年後の2011年に下部ツアーであるサーキット大会のダブルスに出場した。5大会に出場し7勝5敗の成績を残している。

## WTAツアー決勝進出結果

### シングルス: 1回 (0勝1敗)
| 大会グレード         |
| -------------------- |
| グランドスラム (0–0) |
| ティア I (0–0)       |
| ティア II (0–0)      |
| ティア III (0–1)     |
| ティア IV & V (0–0)  |

| 結果   | No. | 決勝日         | 大会           | サーフェス    | 対戦相手         | スコア   |
| ------ | --- | -------------- | -------------- | ------------- | ---------------- | -------- |
| 準優勝 | 1.  | 1996年10月27日 | ケベックシティ | ハード (室内) | リサ・レイモンド | 4–6, 4–6 |

### ダブルス: 12回 (10勝12敗)
| 結果   | No. | 決勝日         | 大会           | サーフェス        | パートナー                     | 対戦相手                                        | スコア           |
| ------ | --- | -------------- | -------------- | ----------------- | ------------------------------ | ----------------------------------------------- | ---------------- |
| 優勝   | 1.  | 1996年1月6日   | オークランド   | クレー            | ジュリー・アラール＝デキュジス | ジル・ヘザリントン クリスティン・カンス         | 6–1, 6–0         |
| 準優勝 | 1.  | 1996年5月19日  | カーディフ     | クレー            | ローレンス・クルトワ           | カトリナ・アダムズ マリアン・デ・スウォート     | 0–6, 4–6         |
| 優勝   | 2.  | 1998年6月14日  | バーミンガム   | 芝                | ジュリー・アラール＝デキュジス | リサ・レイモンド レネ・スタブス                 | 2–6, 6–4, 6–4    |
| 優勝   | 3.  | 1998年11月22日 | パタヤ         | ハード            | ジュリー・アラール＝デキュジス | 平木理化 アレクサンドラ・オルシャ               | 3–6, 6–2, 6–2    |
| 優勝   | 4.  | 2000年8月1日   | ロサンゼルス   | ハード            | ドミニク・ファン・ルースト     | キンバリー・ポー アン＝ゲイル・シド             | 6–2, 7–5         |
| 準優勝 | 2.  | 2000年11月5日  | ケベックシティ | ハード (室内)     | キンバリー・ポー               | ニコル・プラット メガン・ショーネシー           | 3–6, 4–6         |
| 優勝   | 5.  | 2001年5月13日  | ベルリン       | クレー            | メガン・ショーネシー           | カーラ・ブラック エレーナ・リホフツェワ         | 6–4, 6–3         |
| 優勝   | 6.  | 2001年5月20日  | アントワープ   | クレー            | ビルヒニア・ルアノ・パスクアル | クリスティ・ボーグルト ミリアム・オレマンス     | 6–3, 3–6, 6–4    |
| 準優勝 | 3.  | 2001年9月15日  | ワイコロア     | ハード            | ニコル・プラット               | ティナ・クリザン カタリナ・スレボトニク         | 2–6, 3–6         |
| 準優勝 | 4.  | 2001年10月28日 | リンツ         | カーペット (室内) | チャンダ・ルビン               | エレナ・ドキッチ ナディア・ペトロワ             | 1–6, 4–6         |
| 準優勝 | 5.  | 2002年2月3日   | 東京           | カーペット (室内) | ロベルタ・ビンチ               | リサ・レイモンド レネ・スタブス                 | 1–6, 1–6         |
| 準優勝 | 6.  | 2002年4月7日   | サラソタ       | クレー            | コンチタ・マルティネス         | エレナ・ドキッチ エレーナ・リホフツェワ         | 7–6(5), 3–6, 3–6 |
| 優勝   | 7.  | 2002年6月16日  | バーミンガム   | 芝                | 浅越しのぶ                     | キンバリー・ポー＝メッセーリ ナタリー・トージア | 6–4, 6–3         |
| 優勝   | 8.  | 2003年6月15日  | バーミンガム   | 芝                | メイレン・ツー                 | アリシア・モリク マルチナ・ナブラチロワ         | 7–5, 6–4         |
| 準優勝 | 7.  | 2003年8月10日  | ロサンゼルス   | ハード            | エレーナ・ボビナ               | マリー・ピエルス レネ・スタブス                 | 3–6, 3–6         |
| 準優勝 | 8.  | 2003年11月2日  | ケベックシティ | ハード (室内)     | メイレン・ツー                 | 李婷 孫甜甜                                     | 3–6, 3–6         |
| 準優勝 | 9.  | 2004年1月16日  | ホバート       | ハード            | バルバラ・シェット             | 浅越しのぶ 岡本聖子                             | 6–2, 4–6, 3–6    |
| 優勝   | 9.  | 2004年2月22日  | アントワープ   | カーペット (室内) | カーラ・ブラック               | ミリアム・カサノバ エレニ・ダニリドゥ           | 6–2, 6–2         |
| 準優勝 | 10. | 2004年4月11日  | カサブランカ   | クレー            | カタリナ・スレボトニク         | マリオン・バルトリ エミリー・ロワ               | 4–6, 2–6         |
| 準優勝 | 11. | 2004年8月15日  | バンクーバー   | ハード            | アンナ＝レナ・グローネフェルト | ベサニー・マテック アビゲイル・スピアーズ       | 3–6, 3–6         |
| 準優勝 | 12. | 2004年11月7日  | ケベックシティ | ハード (室内)     | サマンサ・ストーサー           | カーリー・ガリクソン マリア・エミリア・サレルニ | 5–7, 5–7         |
| 優勝   | 10. | 2005年2月20日  | アントワープ   | カーペット (室内) | カーラ・ブラック               | アナベル・メディナ・ガリゲス ディナラ・サフィナ | 3–6, 6–4, 6–4    |

## 4大大会シングルス成績
略語の説明
| W | F | SF | QF | #R | RR | Q# | LQ | A | Z# | PO | G | S | B | NMS | P | NH |

W=優勝, F=準優勝, SF=ベスト4, QF=ベスト8, #R=#回戦敗退, RR=ラウンドロビン敗退, Q#=予選#回戦敗退, LQ=予選敗退, A=大会不参加, Z#=デビスカップ/BJKカップ地域ゾーン, PO=デビスカップ/BJKカッププレーオフ, G=オリンピック金メダル, S=オリンピック銀メダル, B=オリンピック銅メダル, NMS=マスターズシリーズから降格, P=開催延期, NH=開催なし.
| 大会           | 1991 | 1992 | 1993 | 1994 | 1995 | 1996 | 1997 | 1998 | 1999 | 2000 | 2001 | 2002 | 2003 | 2004 | 2005 | 通算成績 |
| -------------- | ---- | ---- | ---- | ---- | ---- | ---- | ---- | ---- | ---- | ---- | ---- | ---- | ---- | ---- | ---- | -------- |
| 全豪オープン   | A    | A    | A    | A    | 1R   | 1R   | 1R   | 1R   | 2R   | 3R   | 2R   | LQ   | 2R   | 1R   | LQ   | 5–9      |
| 全仏オープン   | A    | LQ   | A    | LQ   | 2R   | 1R   | 1R   | 2R   | 2R   | 2R   | LQ   | LQ   | 1R   | 1R   | LQ   | 4–8      |
| ウィンブルドン | 2R   | LQ   | A    | LQ   | LQ   | 1R   | 2R   | 1R   | 1R   | 2R   | LQ   | 3R   | 2R   | 2R   | 1R   | 7–10     |
| 全米オープン   | A    | A    | A    | LQ   | 1R   | 3R   | 1R   | LQ   | 1R   | 2R   | LQ   | 2R   | 1R   | 2R   | LQ   | 5–8      |